# Bussac-Forêt
Bussac-Forêt és un municipi francès situat al departament del Charente Marítim i a la regió de la Nova Aquitània. L'any 2007 tenia 948 habitants.

## Demografia

### Població
El 2007 la població de fet de Bussac-Forêt era de 948 persones. Hi havia 385 famílies de les quals 80 eren unipersonals (44 homes vivint sols i 36 dones vivint soles), 146 parelles sense fills, 131 parelles amb fills i 28 famílies monoparentals amb fills.
La població ha evolucionat segons el següent gràfic:
Habitants censats

### Habitatges
El 2007 hi havia 438 habitatges, 388 eren l'habitatge principal de la família, 17 eren segones residències i 33 estaven desocupats. 408 eren cases i 27 eren apartaments. Dels 388 habitatges principals, 245 estaven ocupats pels seus propietaris, 127 estaven llogats i ocupats pels llogaters i 16 estaven cedits a títol gratuït; 2 tenien una cambra, 9 en tenien dues, 56 en tenien tres, 135 en tenien quatre i 185 en tenien cinc o més. 296 habitatges disposaven pel capbaix d'una plaça de pàrquing. A 180 habitatges hi havia un automòbil i a 186 n'hi havia dos o més.

### Piràmide de població
La piràmide de població per edats i sexe el 2009 era:
| Homes | Edats   | Dones |
| ----- | ------- | ----- |
| 0     | 95 o +  | 0     |
| 0     | 90 a 94 | 20    |
| 0     | 85 a 89 | 8     |
| 0     | 80 a 84 | 0     |
| 8     | 75 a 79 | 4     |
| 12    | 70 a 74 | 32    |
| 36    | 65 a 69 | 20    |
| 28    | 60 a 64 | 28    |
| 16    | 55 a 59 | 12    |
| 48    | 50 a 54 | 32    |
| 32    | 45 a 49 | 28    |
| 40    | 40 a 44 | 28    |
| 24    | 35 a 39 | 52    |
| 36    | 30 a 34 | 20    |
| 24    | 25 a 29 | 32    |
| 28    | 20 a 24 | 20    |
| 40    | 15 a 19 | 24    |
| 36    | 10 a 14 | 32    |
| 24    | 5 a 9   | 24    |
| 24    | 0 a 4   | 28    |

## Economia
El 2007 la població en edat de treballar era de 634 persones, 469 eren actives i 165 eren inactives. De les 469 persones actives 405 estaven ocupades (233 homes i 172 dones) i 63 estaven aturades (13 homes i 50 dones). De les 165 persones inactives 61 estaven jubilades, 43 estaven estudiant i 61 estaven classificades com a «altres inactius».

### Ingressos
El 2009 a Bussac-Forêt hi havia 373 unitats fiscals que integraven 924 persones, la mediana anual d'ingressos fiscals per persona era de 15.896 €.

### Activitats econòmiques
Dels 44 establiments que hi havia el 2007, 3 eren d'empreses alimentàries, 1 d'una empresa de fabricació de material elèctric, 9 d'empreses de fabricació d'altres productes industrials, 12 d'empreses de construcció, 6 d'empreses de comerç i reparació d'automòbils, 2 d'empreses de transport, 2 d'empreses d'hostatgeria i restauració, 1 d'una empresa de serveis, 3 d'entitats de l'administració pública i 5 d'empreses classificades com a «altres activitats de serveis».
Dels 14 establiments de servei als particulars que hi havia el 2009, 2 eren tallers de reparació d'automòbils i de material agrícola, 3 paletes, 4 fusteries, 2 electricistes, 1 empresa de construcció i 2 perruqueries.
Dels 3 establiments comercials que hi havia el 2009, 1 era una fleca, 1 una carnisseria i 1 una perfumeria.
L'any 2000 a Bussac-Forêt hi havia 13 explotacions agrícoles que ocupaven un total de 136 hectàrees.

## Equipaments sanitaris i escolars
El 2009 hi havia 1 escola maternal i 1 escola elemental.

## Poblacions més properes
El següent diagrama mostra les poblacions més properes.